# Зарицкий, Михаил Юрьевич
Михаил Юрьевич Зарицкий (люкс. Mikhail Zaritskiy; 3 января 1973, Ленинград) — советский и люксембургский футболист, нападающий.

## Биография
Воспитанник ДЮСШ «Ждановец». В ленинградском «Зените» — с 16 лет. В 1989 году — игрок дублирующего состава, а в 1990—1991 годах играл за «Зенит» в первой лиге первенства СССР. В различных юношеских сборных СССР провёл 97 матчей, забив в них 49 голов. В 1991 году на одном из международных турниров в составе «Зенита» отлично показал себя, забив много мячей. Юного футболиста приметили несколько клубов Германии. Зарицкий выбрал мёнхенгладбахскую «Боруссию», в дублирующем составе которой провёл два года.
Переезжая в Люксембург, рассчитывал на последующее повышение в классе. Однако в итоге задержался в герцогстве надолго. Несколько сезонов подряд был лучшим бомбардиром лиги и клубов «Авенир» и «Мерциг» (Виктен).
Играя в Люксембурге, как и многие другие местные футболисты, параллельно занимался иной деятельностью — работал в клинике, в рентгеновском кабинете, где четыре раза в неделю вёл журнал учёта посетителей.
Позже отыграл два сезона в Германии и Греции, потом вновь вернулся в Люксембург. Завершил карьеру из-за тяжёлой травмы после столкновения с игроком «Ливерпуля» Стефаном Аншо, перенёс семь операций.
В 1998—2001 годах провёл 15 матчей за сборную Люксембурга. 11 октября 2000 года сыграл в гостевом матче против сборной России (0:3).
По окончании игровой карьеры три года тренировал немецкую любительскую команду из Саарбрюккена, а затем возглавлял люксембургский «Бердорф-Консдорф».
Живёт в Германии. В течение 14 лет был женат на люксембурженке, есть дети. С 2014 года женат на немке, работают в бюро недвижимости.

## Достижения
В юношеской сборной СССР
- Победитель международного турнира «Дружба» 1990 года
- Победитель Мемориала Гранаткина 1990 года, третий призёр 1989 года

В клубах
- Чемпион Люксембурга: 1994

Личные
- Лучший игрок чемпионата Люксембурга (2): 1996/97, 1997/98
- Лучший бомбардир чемпионата Люксембурга (4): 1995/96 (18 голов), 1996/97 (19 голов), 1997/98 (29 голов), 2000/01 (23 гола)